# The Hunt for Exomoons with Kepler

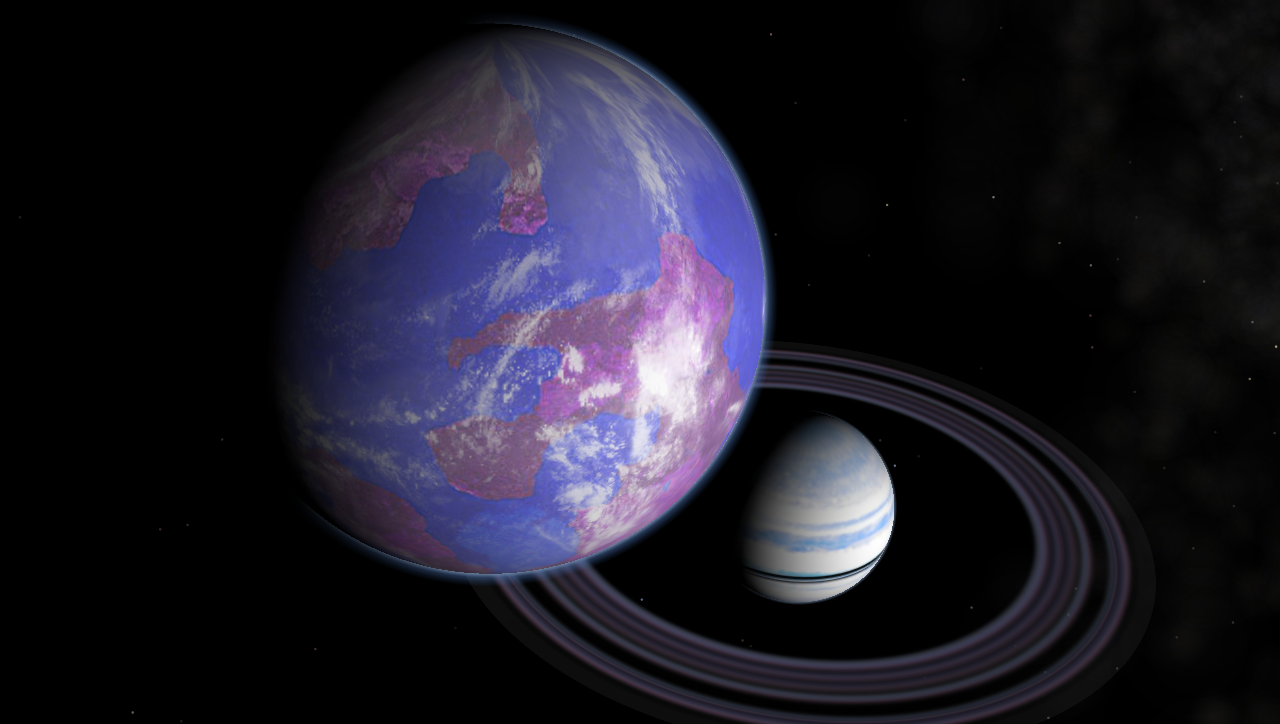
Artystyczna wizja egzoksiężyca podobnego do Ziemi na orbicie planety pozasłonecznej podobnej do Saturna

The Hunt for Exomoons with Kepler (HEK) – projekt naukowy mający na celu poszukiwanie egzoksiężyców (księżyców planet pozasłonecznych). Jest to pierwsze tego typu przedsięwzięcie badawcze.
Projekt korzysta z obserwacji Kosmicznego Teleskopu Keplera. Spośród ponad 2300 potencjalnych egzoplanet odkrytych przez teleskop wybrane zostaną najbardziej obiecujące. Obserwacje z tej grupy będą porównywane z modelami krzywych blasku gwiazd posiadających planety z księżycami.
Przejście dostatecznie dużego księżyca wraz z planetą przed tarczą gwiazdy może zostać dostrzeżone na krzywej blasku. Obecność naturalnego satelity może również powodować przesunięcia momentów początku i końca tranzytu planety oraz zmianę czasu jego trwania.